# Авакум (црквено лице)
Аввакум Петров (рус. Аввакум Петров; 20. новембар 1620/21 – 14. април 1682) (такође се пише Авакум) био је руски протопоп Казањске саборне цркве на Црвеном тргу који је предводио опозицију реформама Руске православне цркве патријарха Никона. Његова аутобиографија и писма цару, Бојани Морозовој и другим староверцима, сматрају се ремек-делом руске књижевности 17. века.

## Живот и списи
Рођен је у Григорову, у данашњем Нижњем Новгороду. Почев од 1652. године Никон, као патријарх Руске Цркве, покренуо је широк спектар реформи у руској литургији и теологији. Ове реформе су углавном имале за циљ да доведу Руску Цркву у ред са другим Источним Православним Црквама Источне Европе и Блиског истока.
Аввакум и други су оштро одбацили ове промене. Видели су их као исквареност Руске Цркве, коју су сматрали истинском Црквом Божијом. Остале Цркве су у својим литургијама биле ближе Цариграду. Аввакум је тврдио да је Цариград пао у руке Турака због ових јеретичких веровања и обичаја.
Због свог противљења реформама, Аввакум је више пута затваран. Прво је протеран у Сибир, у град Тоболск, и учествовао је у истраживачкој експедицији под Афанасијем Пашковим до кинеске границе. Године 1664, након што Никон више није био патријарх, дозвољено му је да се врати у Москву, затим поново прогнан у Мезен, а затим поново у Москву за Црквени сабор 1666–67, али због сталног противљења реформама, био је прогнан у Пустозјорск, изнад Арктичког круга, 1667. Последњих четрнаест година живота био је ту заточен у јами или земуници (потопљена колиба са брвнаром). Он и његови саучесници су коначно погубљени тако што су спаљени у кући. Место где је спаљен обележено је украшеним дрвеним крстом.
Аввакумова аутобиографија описује тегобе његовог заточеништва и изгнанства у руском Далеком истоку, причу о његовом пријатељству и сукобима са царем Алексијем, његовој пракси истеривања демона и ђавола и његовом безграничном дивљењу природи и другим делима Божијим. Бројни рукописни примерци текста кружили су скоро два века пре него што је први пут књига штампана 1861. године.
Упркос његовом прогону и смрти, групе које су одбацивале литургијске промене су и даље опстајале. Почели су да се називају староверцима.

## Енглески преводи
- The Life Written by Himself, Columbia University Press, 2021 (The Russian Library). Translated by Kenneth N. Brostrom.